# П'єтро Сігель
П'єтро Сігель (італ. Pietro Sighel, нар. 15 липня 1999, Тренто, Італія) — італійський шорт-трекіст, срібний та бронзовий призер Олімпійських ігор 2022 року, призер чемпіонатів світу та Європи.

## Олімпійські ігри
| Рік  | Місто        | 500 метрів | 1000 метрів | 1500 метрів | Е | ЗЕ |
| ---- | ------------ | ---------- | ----------- | ----------- | - | -- |
| 2022 | Пекін, Китай | 5          | 18          | —           | 3 | 2  |